# Peugeot
A Peugeot Franciaország egyik autógyártó cége. A Stellantis tagja.

## Logója
1850 és 2010 között 9 alkalommal változott meg a cég logója. A legújabb, Peugeot feliratot és egy oroszlánfejet ábrázoló céglogót 2021. februárjában  mutatták be. 

## Története
A Peugeot cég története Jean-Pierre Peugeot-val kezdődött, aki textilipari tevékenységbe fogott. Munkája eredményeként fiaira, Jean-Pierre és Jean-Frédéric Peugeot-ra egy kelmefestő műhelyt, egy olajüzemet és egy malmot hagyott. A két fiú 1810 körül átalakította a Montbéliard melletti[forrás?] malmot, és hengerelt acél gyártásába fogott. A  (Peugeot Frères)  nevű cég eleinte rugókat, fűrészlapokat, kéziszerszámokat, valamint kávédarálókat és női szoknyaabroncsokat készített.
1885-ben fordulat állt be a cég profiljában: megjelent a járműipar. Az alapító fiai Armand Peugeot irányításával 1886-ban kerékpárgyártásba kezdtek. A Peugeot cég által gyártott kerékpárok igen változatos formájúak voltak. A kezdeti modell első kereke 1,36 m, hátsó kereke 0,40 m átmérőjű volt. A későbbi modellek egyre jobban hasonlítottak mai társaikra. A kétszemélyes tricikli kényelmes közlekedési eszköz volt, melyen az utasok egymás mellett ültek.
A cég az 1889-es Párizsi Világkiállításon mutatta be a Serpollet gőzmotoros, kétszemélyes triciklit. 1890-ben már az első négykerekű Peugeot is elkészült: ez volt a Type 2, amelyet már nem gőzzel, hanem gázolajjal működtettek. Armand Peugeot Lille-ben alapított új üzemet Automobiles Peugeot néven, ahol 1899-ben több mint 300, majd a következő évben 500 autó készült.[forrás?]
1904-ben a Párizsi Autószalonon mutatták be az új egyhengeres Bébi-Peugeot-t; amely igazi népautó lett. [forrás?] Közben a Peugeot testvérek fiai is autógyártásba kezdtek; az ő emblémájuk volt a jellegzetes Peugeot-oroszlán. A cégek aztán összeolvadtak, és 1913-ra minden második francia autó a Peugeot-tól származott. A termelés 1923-ban haladta meg először a 10 000 darabot.
Az 1929-ben megjelent Peugeot 201 volt az első olyan autómodell, amelynek modellneve három számjegyből állt, közepén a 0 karakterrel.  Ez lett a cég első sorozatgyártásban gyártott modellje. A második világháború után viszonylag hamar elkészült az egymilliomodik Peugeot is.
A Peugeot 403-mal kezdődött a Peugeot és a Pininfarina együttműködése. 1967-ben a Peugeot felvásárolta a Citroën részvényeinek a 90%-át. Ezzel alakult meg a PSA Peugeot-Citroën holding.
1983-ban jelent meg a Peugeot 205, amelyet 1998-ban követett a sikeres elődhöz fogható Peugeot 206-os modell. A Peugeot 205-ből több mint ötmillió, a Peugeot 206-ból pedig több mint hat és félmillió példány készült. A siker hatására a cég nemzetközi gyártókapacitásainak bővítésébe kezdett, és a brazíliai Rio de Janeiro állam Porto Real városában új üzemet indított be 2010-ben.
1993-ban Európa szerte megkezdődött a Peugeot 306 forgalmazása, amely a sikeres elődöt, a 309-et váltotta fel.
Az új évezred első Peugeot-modellje, a Peugeot 607 volt. A cég a 2010-es években a versenytársakhoz hasonlóan piacra lépett hibrid (Peugeot 3008 HYbrid4) és elektromos (Peugeot iON, ami valójában a Mitsubishi i-MiEV egy változata) meghajtású modellekkel is.

## Sport
1963-ban a Peugeot 404 győzött a Kelet-Afrika Szafarin, 1965-ben pedig az argentin Grand Prix-n. A Peugeot 307 WRC 2004-ben és 2005-ben is hivatalos résztvevője volt a Nemzetközi Rali Bajnokságnak.
Pikes Peak:
1988-ban és 1989-ben is nyerni tudtak a 205 T16 jelzésű autóval. Előbbi siker igazi legendává nemesedett: a finn rali világbajnok, Ari Vatanen felkészülését, futamát és pályarekorddal elért győzelmét egy filmes stáb követte végig, a Climb Dance című alkotás pedig több fesztiválon is díjakat nyert. 2013. június 30-án a kor egyik legjobb autóversenyzője, a francia Sébastien Loeb aki ekkor már kilencszer megnyerte a Rali-világbajnokságot (mind a 9 alkalommal Citroën volánja mögött) a Peugeot 208 T16 jelzésű autójával az "Unlimited" kategóriában új rekordot állított be (8:13,87) és ezzel el is hódították ebben az évben a trófeát. Peugeot 208 T16: 3,2 literes, biturbó V6-os blokkal szerelt 875 lóerős, 875 kg-os (az autós újságírók legtöbbször csak "szörnyként" hivatkoztak rá) kizárólag erre az eseményre épített és fejlesztett versenyautó. A 2013-ban is teljesen dokumentálták a versenyt és egy hasonlóan színvonalas, bár kevésbé művészi alkotást tett közzé a Peugeot az újabb sikerről.
A cég a kerékpársportban is sikereket ért el: 1977-ig tíz alkalommal nyerték meg az általuk gyártott kerékpárokkal a Tour de France-t.

## Képgaléria

Peugeot 6HP Vis-à-vis (1898)
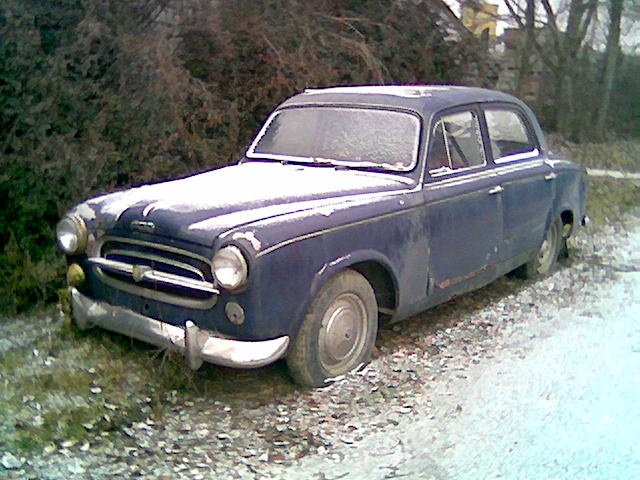
Columbo hadnagy Peugeot 403-as cabriója
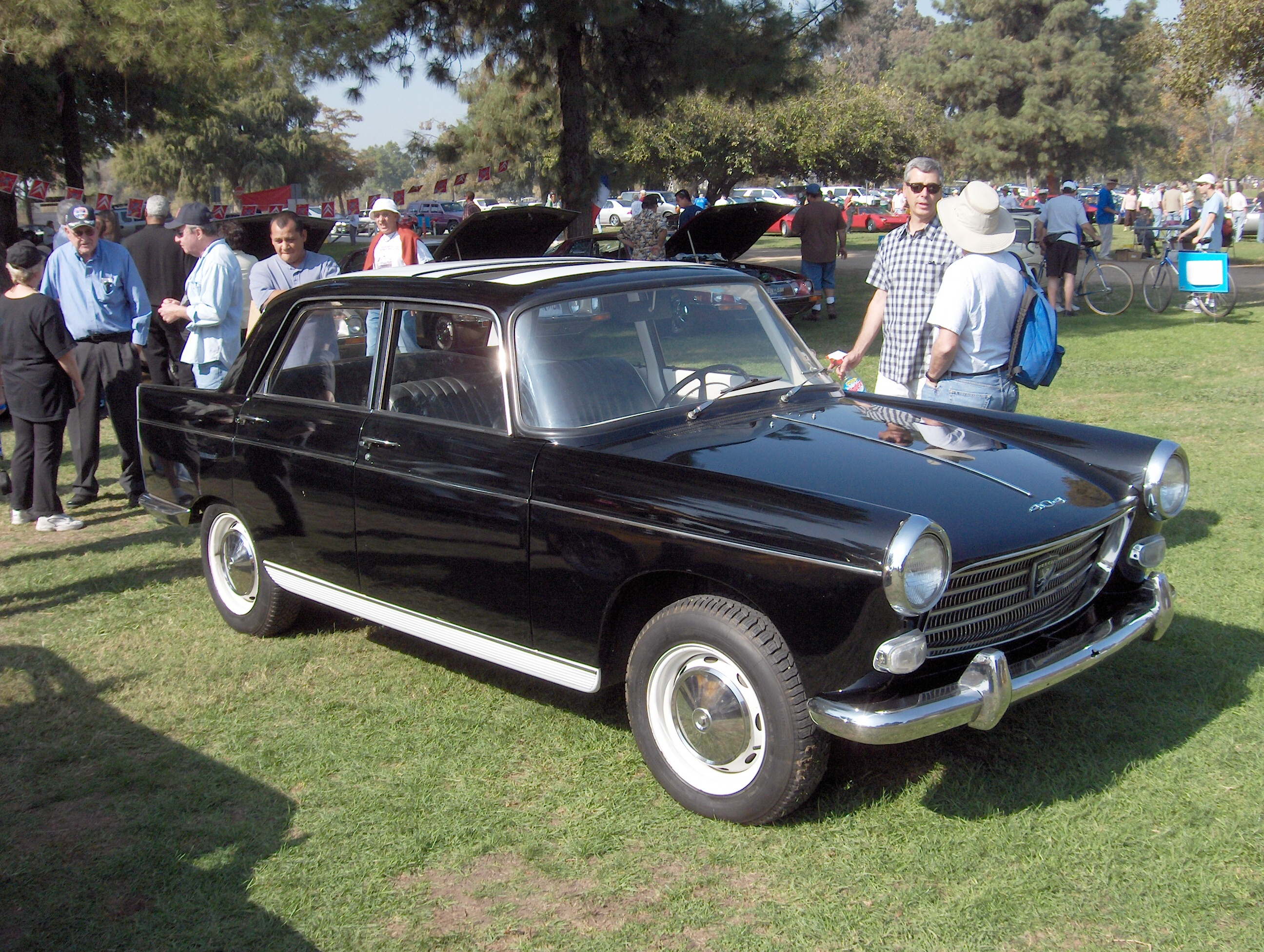
Peugeot 404
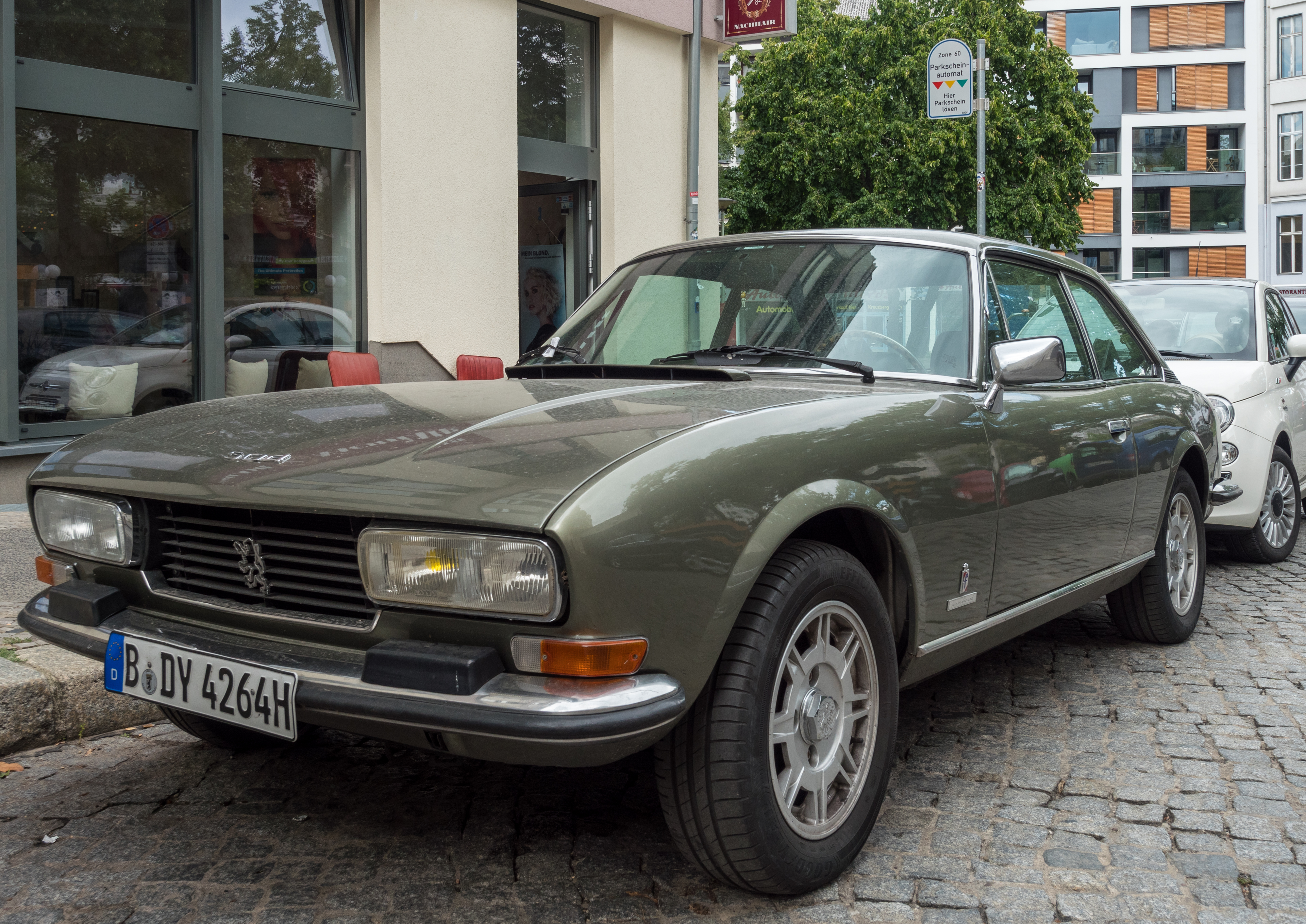
Peugeot 504 Coupé
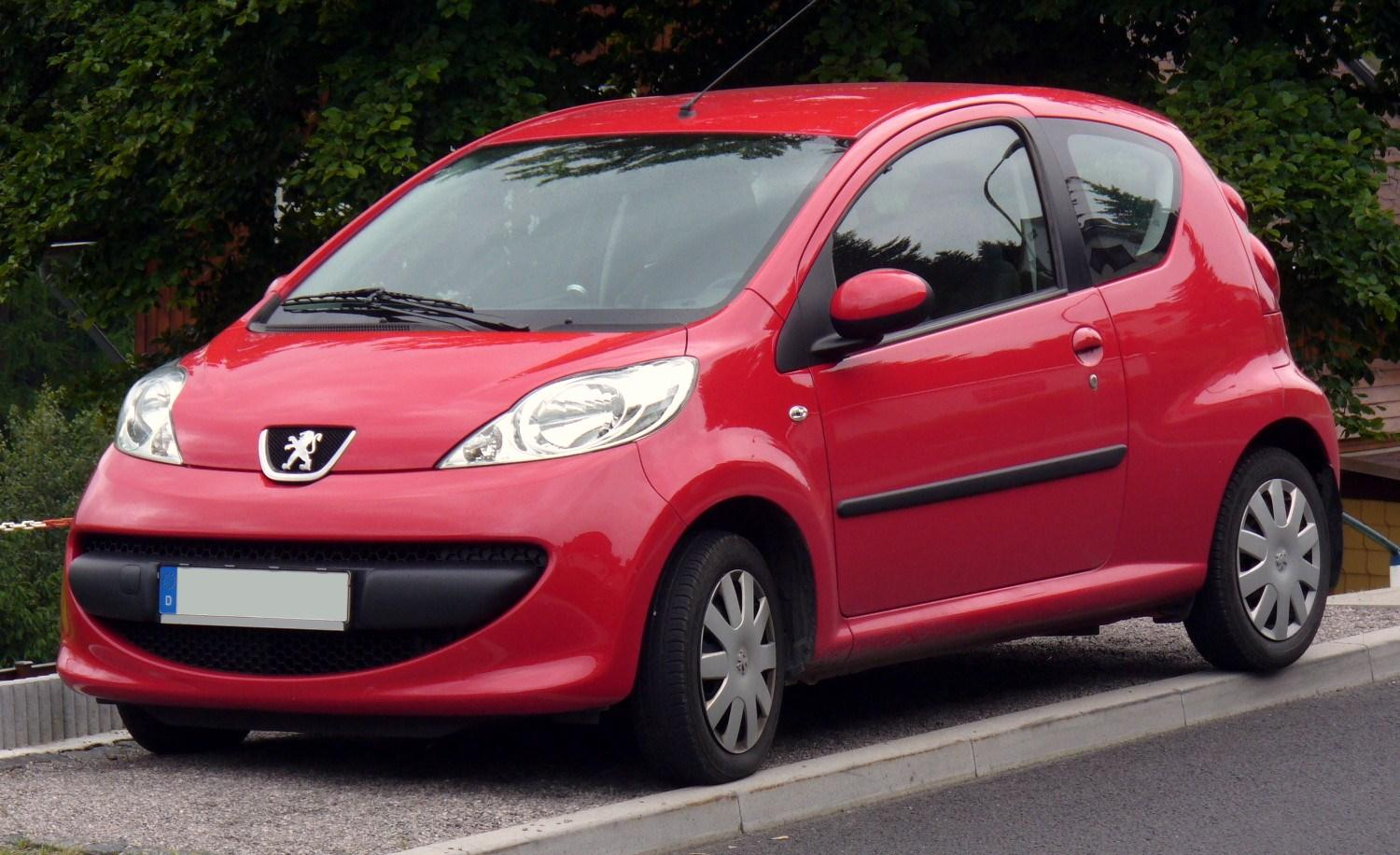
Háromajtós Peugeot 107
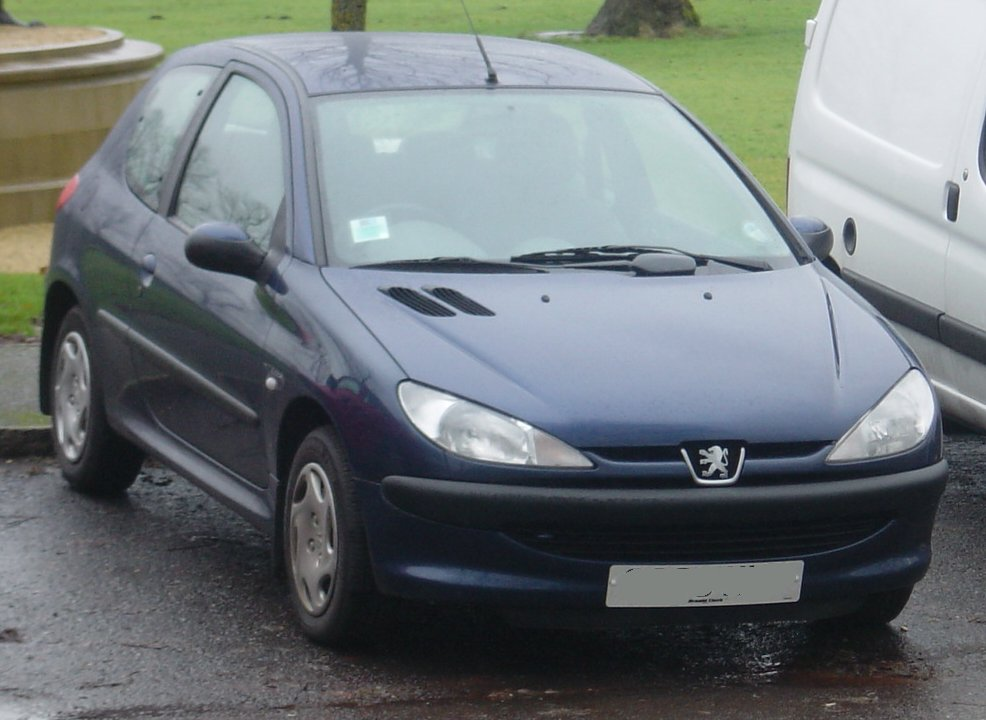
Peugeot 206
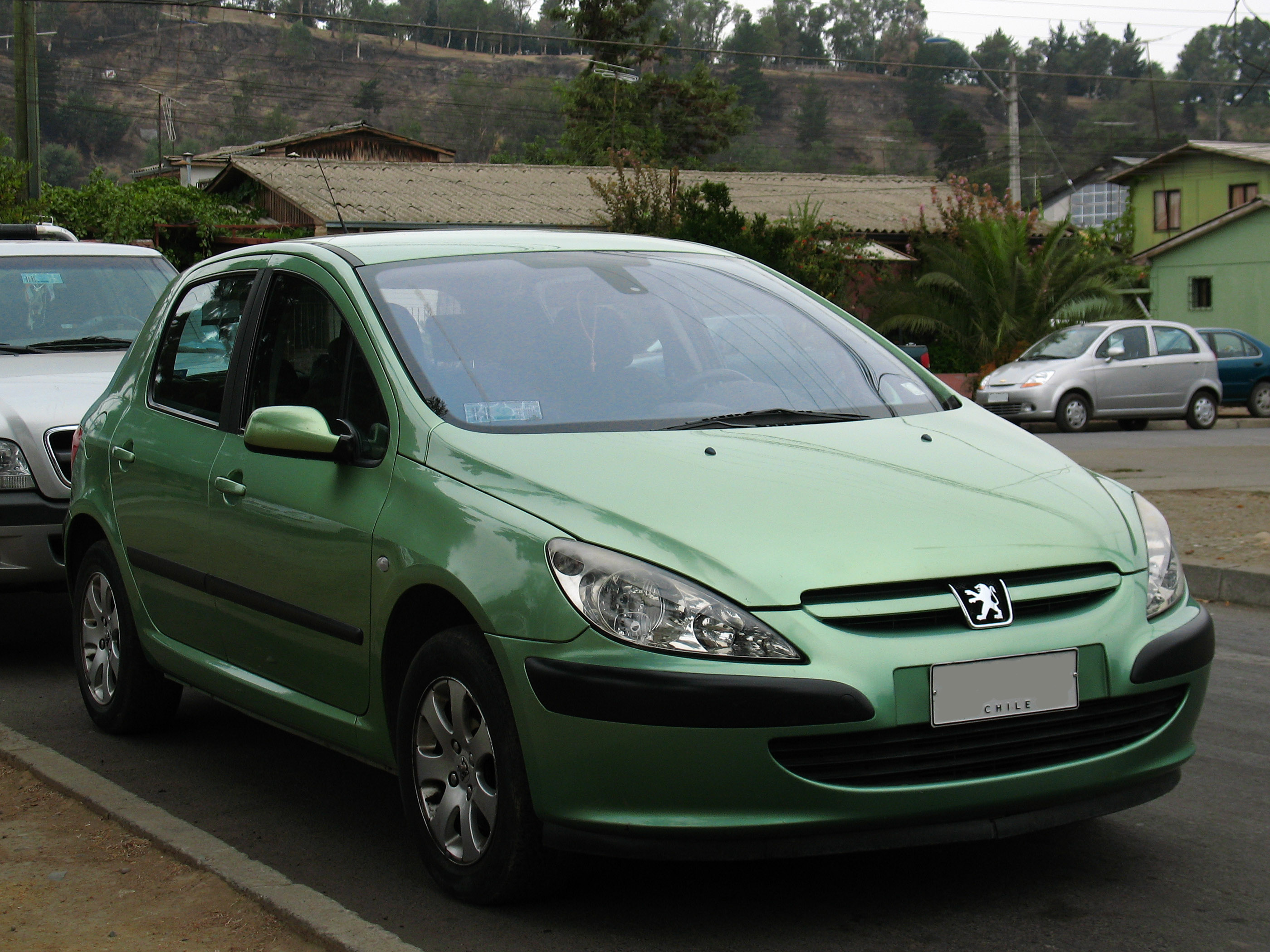
Peugeot 307
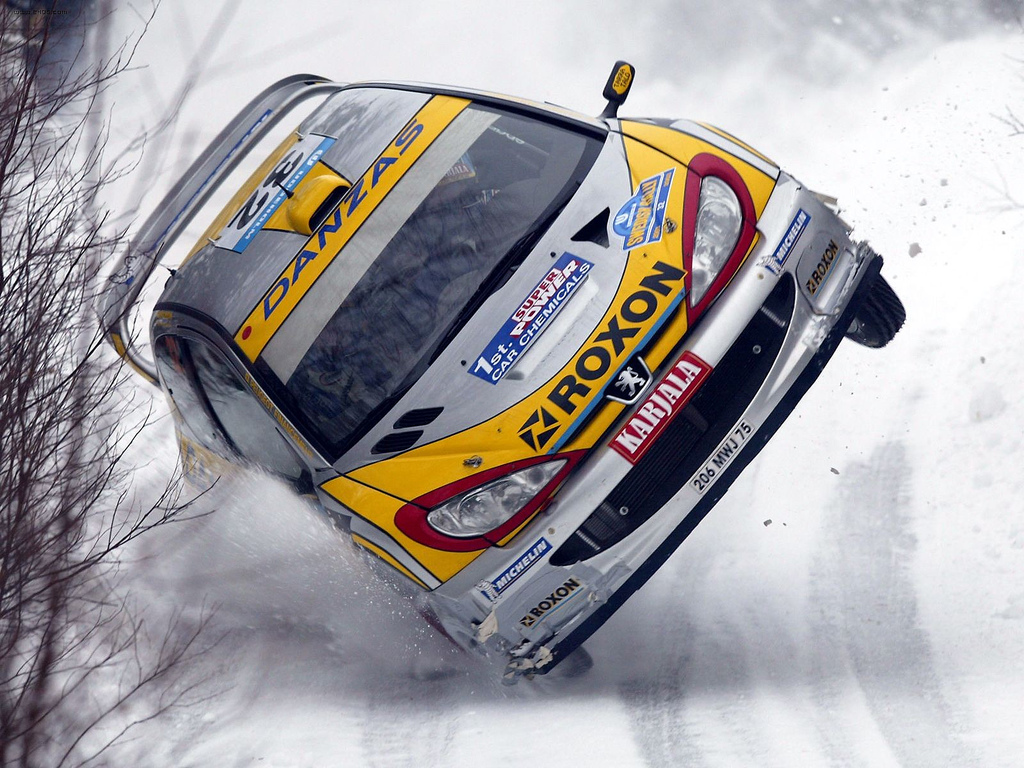
Peugeot 206 mint raliautó a WRC-n
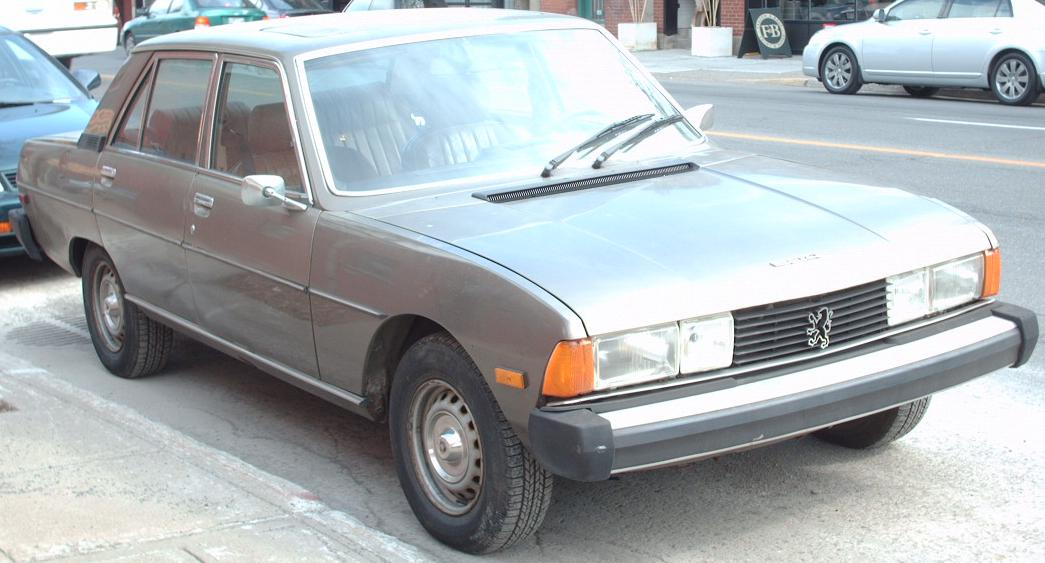
Peugeot 604
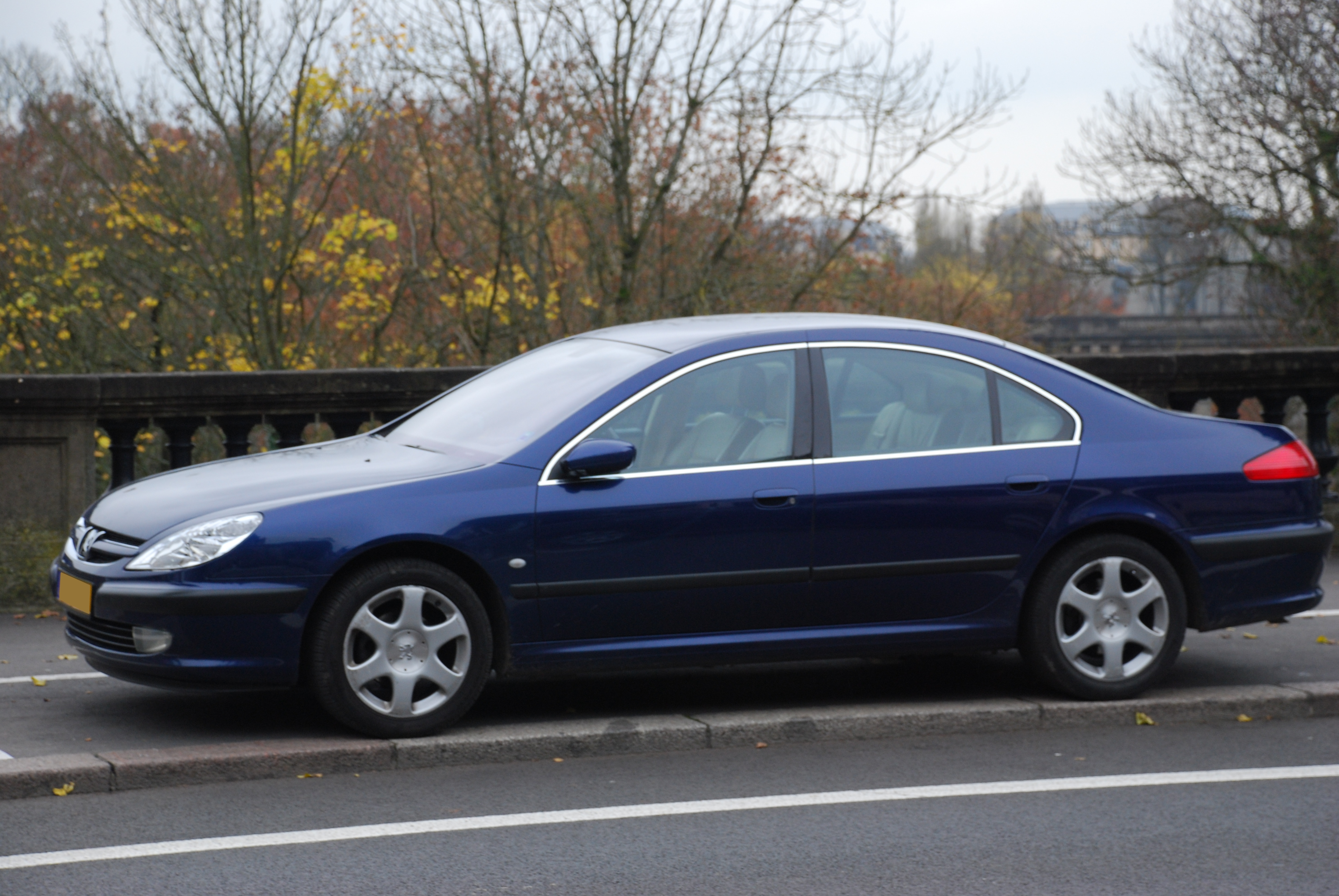
Peugeot 607